# Antoni Siemaszko

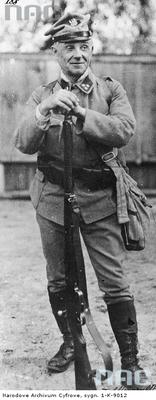
Antoni Siemaszko w mundurze Legionów Polskich

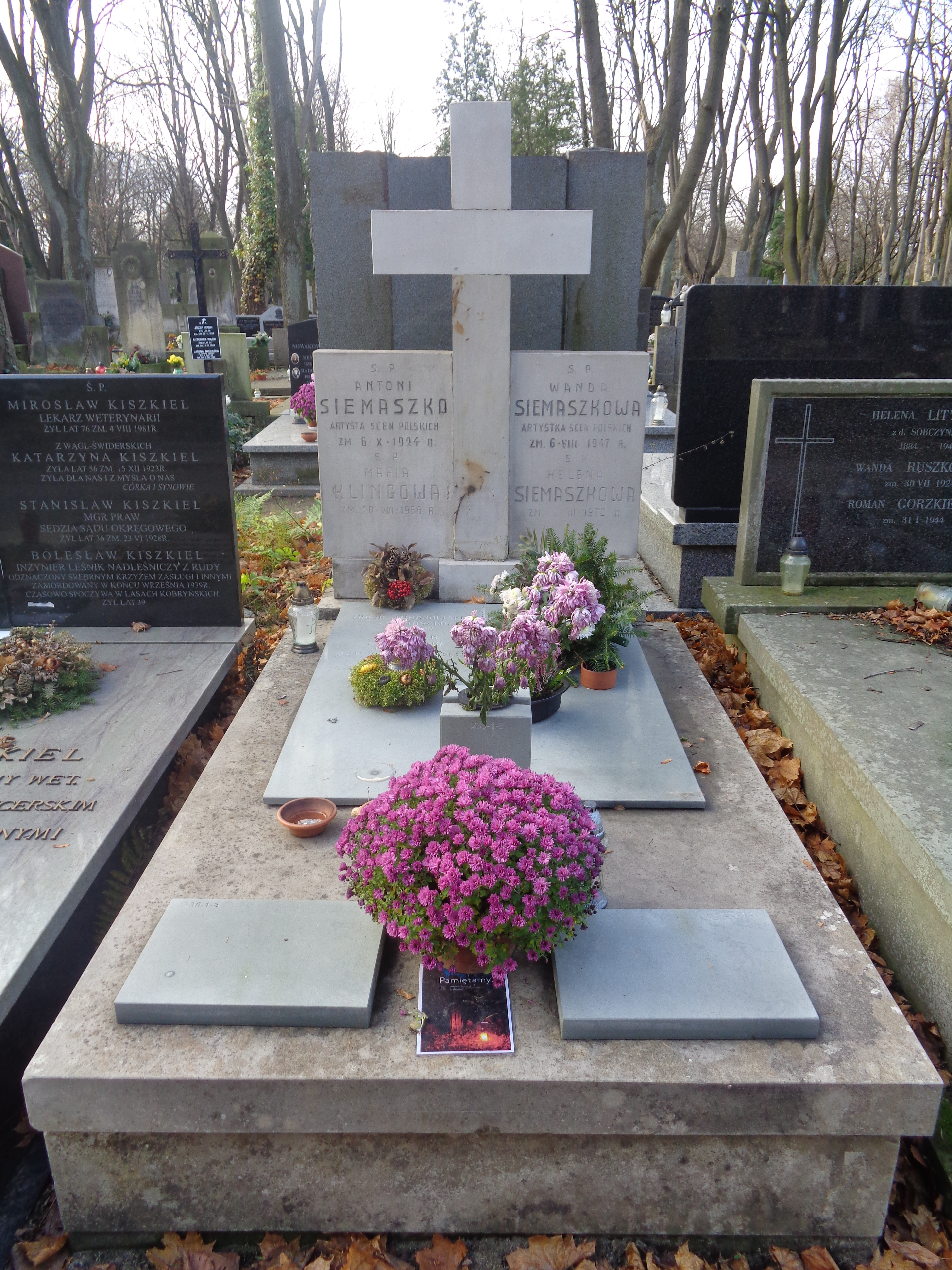
Grób Antoniego i Wandy Siemaszków

Antoni Józef Siemaszko (ur. 17 lutego 1861 w Krzewinie k. Poniewieża, zm. 24 października 1924 w Warszawie) – polski działacz niepodległościowy, aktor teatralny i filmowy, reżyser teatralny, oficer Legionów Polskich.

## Życiorys
Ukończył gimnazjum w Kownie, następnie kształcił się w Warszawie u Emiliana Derynga; tam też debiutował na scenie 21 czerwca 1879 roku. Z zespołem Derynga występował następnie w Łodzi i Płocku, a w latach 1881-1882 otrzymał angaż w Warszawskich Teatrach Rządowych. Następnie grał w Petersburgu (1882-1983), Krakowie (1883-1884), Tarnowie (1883), Lwowie (1884-1885) i Warszawie (teatr Eldorado, 1885). W latach 1885-1893 występował w Krakowie, wyjeżdżając także do Warszawy, Poznania i Lwowa.
Kolejne lata spędził na scenach Lwowa (1893-1894), Poznania, Krakowa (Teatr Miejski 1894-1900, 1908, 1909-1914) Warszawy (Warszawskie Teatry Rządowe 1895, 1900-1906 oraz Teatr Mały 1906-1907), Kijowa (jako reżyser teatru Towarzystwa Miłośników Sztuki, 1907-1908) oraz Łodzi (1908-1909, również jako reżyser),
Podczas I wojny światowej walczył w szeregach I Brygadzie Legionów Polskich, gdzie dosłużył się stopnia chorążego kancelaryjnego. Po zakończeniu walk grał w Łodzi (Teatr Polski, 1918-1919), Warszawie (Teatr Polski, 1919-1923) oraz gościnnie w Bydgoszczy (1921).
Tworzył utwory dramatyczne (m.in. komedie Mąż w powijakach, Monogram) oraz adaptacje sceniczne (m.in. Pana Wołodyjowskiego Henryka Sienkiewicza). Był członkiem zasłużonym ZASP.
3 czerwca 1888 ożenił się z Wandą Sierpińską, z którą miał troje dzieci: Józefa (ur. 1890), chorążym prowiantowym Legionów Polskich, odznaczonym Krzyżem Niepodległości, Wojciecha (1897-1920), podporucznika kawalerii Wojska Polskiego, odznaczonego Orderem Virtuti Militari i Marię (1890–1956) zamężną z Kazimierzem Kling.
Siemaszkowie zostali pochowani Cmentarzu Powązkowskim w Warszawie (kwatera 235, rząd 1, miejsce 8).

## Ordery i odznaczenia
- Krzyż Niepodległości – pośmiertnie 4 listopada 1933 „za pracę w dziele odzyskania niepodległości”[6][7][8]
- Krzyż Walecznych[9]

## Filmografia
- Przygody pana Antoniego (1913) - pan Antoni
- Pan Twardowski (1921) - stary bojar
- Car Dymitr Samozwaniec (1921)
- Gabby złote łóżko (1922)
- Karczma na rozdrożu (1923)